# 名所図会の一覧
名所図会の一覧

## 名所図会
- 江戸名所図会
- 名所江戸百景
- 都名所図会
- 拾遺都名所図会
- 摂津名所図会
- 摂津名所図会大成
- 近江名所図会 （木曽路名所図会、伊勢参宮名所図会、二十四輩順拝図会の抜粋）
- 尾張名所図会
- 六十余州名所図会
- 西国三十三所名所図会
- 両国三十三所名所図会
- 善光寺道名所図会
- 東海道名所図会
- 武蔵名所図会
- 大和名所図会
- 金比羅参詣名所図会
- 久波奈名所図会
- 奥州名所図会
- 成田山名所図会（成田名所図会）
- 三河国名所図会
- 忍名所図会
- 名所江戸百景
- 笑本東都名所図会
- 木曽路名所図会（木曽名所図会）
- 諸国名所図会（諸国名所絵）
- 五十三次名所図会
- 四国遍礼名所図会
- 岐阜名所図会
- 陸奥名所図会
- 大日本名所図会
- 東京府名所図会
- 東京名所図会
- 新選東京名所図会
- 東京近郊名所図会
- 玉電沿線名所図会（玉川電車名所図会）

## 名勝図会
- 都林泉名勝図会 - 寛政11（1799年）に刊行された墨摺八冊本。京都の名所を庭園を中心に解説している。『都名所図会』（1780）と同じく、本文は京都の俳譜帥秋里籬島、挿絵は佐久間早催、西村中和、奥文鳴が描いた。
- 三国名勝図会 - 江戸時代後期薩摩藩の地誌。歴史書ともなっている。
- 武蔵名勝図会 - 武蔵風土記稿と並ぶ江戸時代後期の多摩郡を中心とした地誌。文政6年（1823年）刊行。植田孟縉が著し、昌平黌の林述斎に献上。挿絵も植田孟縉など。馬場大門のケヤキ並木、天文台構内古墳、武蔵国分寺跡などのほか、悲田処なども。
- 唐土名勝図会 - 享和2年（1802年）刊行。岡田玉山など挿絵担当
- 住吉名勝図会 - 秋里籬島作・岡田玉山画、寛政7年（1795年）刊。
- 江戸名勝図会 - 江戸時代末期刊行。お会式なども。『江戸自慢三十六興』と並ぶ歌川広重（二代）の作品
- 東京名勝図会 - 明治期に刊行。小林清親が作画。
- 花洛名勝図会 - 元治元年（1864年）刊行の墨摺八冊本、本文は木村明啓、挿絵は暁鐘成、四方義休、楳川重寛の3名が描いた。

## 年表
京都の観光名所を紹介した『都名所図会』以来、様々な名所図会がつくられた。観光ブームに乗って、明治時代までに60数冊がつくられた。内訳は、京・大坂についてのものが一番多く作られ、京阪に東京と東海道でそのほとんどとなる。
| 西暦   | 和暦     | 名称                   |
| ------ | -------- | ---------------------- |
| 1780年 | 安永9年  | 『都名所図会』         |
| 1787年 | 天明7年  | 『拾遺都名所図会』     |
| 1791年 | 寛政3年  | 『大和名所図会』       |
| 1794年 | 寛政6年  | 『住吉名勝図会』       |
| 1796年 | 寛政8年  | 『和泉名所図会』       |
| 1796年 | 寛政8年  | 『摂津名所図会』       |
| 1797年 | 寛政9年  | 『東海道名所図会』     |
| 1797年 | 寛政9年  | 『伊勢参宮名所図会』   |
| 1799年 | 寛政11年 | 『都林泉名勝図会』     |
| 1799年 | 寛政11年 | 『日本山海名産図会』   |
| 1801年 | 享和元年 | 『河内名所図会』       |
| 1805年 | 文化2年  | 『木曽路名所図会』     |
| 1806年 | 文化3年  | 『唐土名勝図会』       |
| 1811年 | 文化8年  | 『紀伊国名所図会』     |
| 1812年 | 文化9年  | 『名山図会』           |
| 1814年 | 文化11年 | 『近江名所図会』       |
| 1814年 | 文化11年 | 『阿波名所図会』       |
| 1824年 | 文政7年  | 『鹿島名所図会』       |
| 1834年 | 天保5年  | 『江戸名所図会』       |
| 1842年 | 天保13年 | 『藝州厳島図会』       |
| 1843年 | 天保14年 | 『三国名所図会』       |
| 1844年 | 弘化元年 | 『尾張名所図会』       |
| 1847年 | 弘化4年  | 『金毘羅参詣名所図会』 |
| 1853年 | 嘉永6年  | 『讃岐国名所図会』     |